# Geometrinae
Die Grünspanner (Geometrinae) sind eine große Unterfamilie der Spanner (Geometridae), die zu den Nachtfaltern innerhalb der Schmetterlinge gerechnet werden. 

## Merkmale
In dieser Gruppe gibt es recht viele, für Schmetterlinge etwas ungewöhnliche, grün gefärbte Arten. Außerdem besteht innerhalb der Gruppe die Tendenz zur Reduktion des Frenulums. Weitere gemeinsame Merkmale gibt es in den männlichen und weiblichen Genitalien und der Flügeläderung. Allerdings gibt es hier auch viele Ausnahmen.

## Systematik
Weltweit gibt es über 2.300 Arten innerhalb dieser Unterfamilie. In Europa sind es knapp 40 Arten. In Mitteleuropa kommen 13 Arten in 10 Gattungen vor.
- Aplasta Hübner, [1823]
  - Aplasta ononaria (Fuessly, 1783)
- Bustilloxia Expósito, 1979
  - Bustilloxia saturata (A. Bang-Haas, 1906)
- Chlorissa Stephens, 1831
  - Chlorissa cloraria (Hübner, 1813)
  - Chlorissa pretiosaria (Staudinger, 1877)
  - Chlorissa viridata (Linnaeus, 1758)
- Comibaena Hübner, [1823]
  - Comibaena bajularia (Denis & Schiffermüller, 1775)
  - Comibaena pseudoneriaria Wehrli, 1926
- Dyschloropsis Warren, 1895
  - Dyschloropsis impararia (Guenée, 1858)
- Eucrostes Hübner, [1823]
  - Eucrostes indigenata (de Villers, 1789)
- Geometra Linnaeus, 1758
  - Geometra papilionaria (Linnaeus, 1758)
- Heliothea Boisduval, 1840
  - Heliothea discoidaria Boisduval, 1840
- Hemistola Warren, 1893
  - Hemistola chrysoprasaria (Esper, 1795)
  - Hemistola siciliana Prout, 1935
- Hemithea Duponchel, 1829
  - Hemithea aestivaria (Hübner, 1789)
- Holoterpna Püngeler, 1900
  - Holoterpna pruinosata (Staudinger, 1897)
- Jodis Hübner, 1823
  - Jodis lactearia (Linnaeus, 1758)
  - Jodis putata (Linnaeus, 1758)
- Kuchleria Hausmann, 1994
  - Kuchleria insignata Hausmann, 1994
- Microloxia Warren, 1893
  - Microloxia herbaria (Hübner, 1813)
  - Microloxia schmitzi Hausmann, 1995
  - Microloxia simonyi (Rebel, 1894)
- Phaiogramma von Gumppenberg, 1887
  - Phaiogramma etruscaria (Zeller, 1849)
  - Phaiogramma faustinata (Millière, 1868)
- Pingasa Moore, [1887]
  - Pingasa lahayei (Oberthür, 1887)
- Proteuchloris Hausmann, 1996
  - Proteuchloris neriaria (Herrich-Schäffer, 1852)
- Pseudoterpna Hübner, [1823]
  - Pseudoterpna coronillaria (Hübner, 1817)
  - Pseudoterpna corsicaria (Rambur, 1833)
  - Pseudoterpna pruinata (Hufnagel, 1767)
  - Pseudoterpna rectistrigaria Wiltshire, 1948
- Thalera Hübner, [1823]
  - Thalera fimbrialis (Scopoli, 1763)
- Thetidia Boisduval, 1840
  - Thetidia correspondens (Alphéraky, 1883)
  - Thetidia sardinica (Schawerda, 1934)
  - Thetidia smaragdaria (Fabricius, 1787)
  - Thetidia plusiaria Boisduval, 1840
- Xenochlorodes Warren, 1897
  - Xenochlorodes magna Wolff, 1977
  - Xenochlorodes nubigena (Wollaston, 1858)
  - Xenochlorodes olympiaria (Herrich-Schäffer, 1852)